# The Bachelor (album)
Pour les articles homonymes, voir Bachelor.
Albums de Patrick Wolf
The Magic Position
(2007) Lupercalia
(2011)
Singles
1. Vulture
Sortie : 2 avril 2009
2. Hard Times
Sortie : 6 juillet 2009
3. Damaris
Sortie : 14 décembre 2009

The Bachelor est le quatrième album du chanteur et compositeur anglais Patrick Wolf. Il comprend notamment une collaboration avec Tilda Swinton. La sortie de l'album a été précédée du single Vulture.

## Liste des morceaux
| 1.    | Kriegsspiel                      | (instrumental) | Patrick Wolf                | 0:47 |
| 2.    | Hard Times                       | Patrick Wolf   | Patrick Wolf                | 3:33 |
| 3.    | Oblivion (avec Tilda Swinton)    | Patrick Wolf   | Patrick Wolf                | 3:24 |
| 4.    | The Bachelor (avec Eliza Carthy) | (inconnu)      | Patrick Wolf                | 3:13 |
| 5.    | Damaris                          | Patrick Wolf   | Patrick Wolf                | 5:28 |
| 6.    | Thickets (avec Tilda Swinton)    | Patrick Wolf   | Patrick Wolf                | 4:08 |
| 7.    | Count Of Casualty                | Patrick Wolf   | Patrick Wolf                | 5:03 |
| 8.    | Who Will?                        | Patrick Wolf   | Patrick Wolf                | 3:31 |
| 9.    | Vulture                          | Patrick Wolf   | Patrick Wolf et Alec Empire | 3:22 |
| 10.   | Blackdown                        | Patrick Wolf   | Patrick Wolf                | 5:21 |
| 11.   | The Sun Is Often Out             | Patrick Wolf   | Patrick Wolf                | 3:33 |
| 12.   | Theseus (avec Tilda Swinton)     | Patrick Wolf   | Patrick Wolf                | 4:40 |
| 13.   | Battle                           | Patrick Wolf   | Patrick Wolf et Alec Empire | 3:07 |
| 14.   | The Messenger                    | Patrick Wolf   | Patrick Wolf                | 3:39 |
| 52:49 |                                  |                |                             |      |

## Explications
- Le titre Kriegsspiel, en français Jeu de guerre, est une intro instrumentale.
- Le titre Hard Times, en français Les moments durs est un pamphlet contre la société d'aujourd'hui mais avec une volonté urgente et forte de trouver un moyen de changer cet état de faits.
- Le titre Oblivion, en français L'oubli, est une chanson qui parle d'un passé oublié qui refait surface et qui traque son propriétaire, cet individu arrête de s’échapper et tente d'affronter seul cette réalité inconnue qui lui fait peur.
- Le titre The Bachelor, en français Le célibataire, tient ses paroles d'une ancienne chanson apalache nommée Poor Little Turtle Dove, en français Pauvre petite tourterelle.
- Le titre Damaris est une chanson semi-autobiographique et centrée sur la perte de l'amour, mais a aussi été inspirée par une histoire découverte par Patrick Wolf quand il est parti à la recherche de ses racines anglaises après un chagrin d'amour largement relaté dans l'album précédent. Patrick Wolf est tombé sur une petite croix en bois gravée du prénom féminin Damaris parmi les pierres tombales de ses ancêtres.
- Le titre Thickets, en français Broussailles
- Le titre Count Of Casualty, en français Le compte des victimes
- Le titre Who Will?, en français Qui?, est une question sur qui accouchera une femme par césarienne?
- Le titre Vulture, en français Vautour, est décrit par Patrick Wolf comme le "produit d'un état d'épuisement et de négativité" qu'il vécu à la moitié de sa tournée internationale en 2007. «Comme un écrivain, j'essaie de me jeter dans des situations où je me sens mal à l'aise pour apprendre sur les différents aspects des êtres humains et des cultures. Je suis devenu obsédé par les vautours et les créatures du désert, après de longues randonnées dans le désert de l'Arizona et peu de temps après les feux de forêt estivaux arrivèrent en ville par les vents de Santa Ana. Après une semaine d'épuisement, d'hédonisme et de tendance à l'auto-destruction, je réclamais l'Angleterre, l'innocence et qu'un vautour descende et prenne toutes les parties mortes de mon corps afin que je puisse me sentir vivant et de nouveau tout neuf.»
- Le titre Blackdown, est un mot inventé, qui pourrait se traduire par Tombé du noir
- Le titre The Sun Is Often Out, en français Le soleil est souvent absent, est un titre emprunté à un recueil de poèmes du poète anglais Stephen Vickery, ami de Patrick Wolf, qui s'est suicidé en 2008. Ce morceau parle du recueillement de Patrick Wolf à la suite de cet évènement qui l'a profondément affecté.
- Le titre Theseus, en français Thésée, raconte la partie du mythe de Thésée, du Dédale au retour, axé sur son amour pour Arianne.
- Le titre Battle, en français Le combat, est un appel au rassemblement de la communauté homosexuelle pour mener le combat de la reconnaissance pleine et entière aux mêmes droits que tout le monde et de l'acceptation de l'autre.
- Le titre The Messenger, en français Le messager

## Singles

### Vulture
Sorti le 2 avril 2009
| 1. | Vulture       | 3:23 |
| 2. | The Tinderbox | 3:45 |

| 1. | Vulture                                             | 3:23 |
| 2. | The Tinderbox                                       | 3:45 |
| 3. | Vulture (Tobias Doppleganger Wildlife on One Remix) | 5:14 |
| 4. | Vulture (TNP remix)                                 | 5:02 |

### Hard Times
Sorti le 6 juillet 2009. Patrick Wolf a précisé sur sa page facebook en octobre 2009 que le clip de Hard Times est un hommage à Elvis Presley et Klaus Nomi.
| 1. | Hard Times                                           | 3:35 |
| 2. | The Sun Is Often Out (Alec Empire Original Demo Mix) | 3:45 |
| 3. | Hard Times (Alec Empire Hellish Vortex Remix)        | 3:37 |
| 4. | Hard Times (Jack Beats Remix)                        | 5:47 |
| 5. | Hard Times (James Yuill Remix)                       | 3:51 |
| 6. | Hard Times (Circlesquare Remix)                      | 6:53 |

| A. | Hard Times                                    | 3:35 |
| B. | Hard Times (Alec Empire Hellish Vortex Remix) | 3:37 |

|  | Hard Times | 3:33 |

### Damaris
Sorti le 14 décembre 2009
| 1. | Damaris                                   |  |
| 2. | Peacock Skies                             |  |
| 3. | Queen Isabella (She-Wolf of France)       |  |
| 4. | Damaris (St George's Church Acoustic Mix) |  |

| A. | Damaris                                 |  |
| B. | Queen Isabella (The She-Wolf of France) |  |